# Ubby Grønnehøj
Der Ubby Grønnehøj (auch Grønhøj) ist ein Ganggrab (dänisch Jættestue) der Trichterbecherkultur (TBK – 3500–2800 v. Chr.) am Dyssevej, nahe Ugerløse, westlich von Ubby, auf der dänischen Insel Seeland. Das Ganggrab ist eine Bauform jungsteinzeitlicher Megalithanlagen, die aus einer Kammer und einem baulich abgesetzten, lateralen Gang besteht. Diese Form ist primär in Dänemark, Deutschland und Skandinavien, sowie vereinzelt in Frankreich und den Niederlanden zu finden. 
Das gut erhaltene Ganggrab liegt in einem großen Hügel. Die ovale Kammer ist 3,9 m lang, 2,4 m breit und 1,4 m hoch. Sie besteht aus neun Trag- und drei Decksteinen. Der Gang wird von neun erhaltenen Tragsteinen gebildet. Sein einziger erhaltener Deckstein befindet sich am Eingang zur Kammer. Aus dem Hügel ragen drei Steine auf. Im Westen und Süden sind einige Randsteine des Hügels erkennbar.
In der Nähe liegen die Ganggräber Ubby 1 (65 m entfernt), Ubby 2 (315 m entfernt) und Ubby Ræverøgel (430 m entfernt).